# エディオンコミュニケーションズ
株式会社エディオンコミュニケーションズ（英: EDION COMMUNICATIONS Co., Ltd.）は、かつて存在した携帯電話の販売代理店である。愛知県名古屋市中村区に本社を置いていた。

## 概要
エディオンの子会社で携帯電話の直営店およびエイデン各店舗の携帯電話コーナーの運営や一次代理店業務、人材派遣のウェルスタッフなどの業務を行っている。
かつてはエディオンEAST（旧・エイデン）の子会社であったがエディオンEASTが親会社のエディオンに吸収合併されたため2010年（平成22年）10月1日付でエディオンの子会社となり、2018年（平成30年）にエディオンに吸収合併され、解散した。

## 沿革
- 1994年（平成6年）4月 - エイデンベルショップにて携帯販売を開始。
- 1995年（平成7年）12月  - 東海デジタルホン（現・ソフトバンク）との一次代理店業務を開始。
- 1996年（平成8年）4月 - 日本移動通信（現・KDDI）との一次代理店業務を開始。
- 2000年（平成12年）
  - 2月 - ディーディーアイポケット（後のウィルコム）との一次代理店業務を開始。
  - 3月 - ISO 14001認証を取得。
  - 5月29日 -「株式会社エイデンコミュニケーションズ」として設立。
  - 9月 - 一般労働者派遣事業許可を取得。
- 2007年（平成19年）3月  - イー・モバイル（後にウィルコムとの合併でワイモバイルを経て、現在のソフトバンク）との一次代理店業務を開始。
- 2010年（平成22年）10月1日 - 「株式会社エディオンコミュニケーションズ」に商号を変更。
- 2018年（平成30年）10月1日 - エディオンを存続会社として吸収合併され、法人としてのエディオンコミュニケーションズは解散。

## 店舗
下記の直営店のほかエディオン各店舗の携帯電話コーナー。
- 名古屋市 12店舗
- 愛知県（名古屋市以外） 12店舗
- 岐阜県 10店舗
- 三重県 5店舗
- 静岡県 4店舗
- 東京都 2店舗
- 兵庫県 1店舗
- 広島県 1店舗

## 事業所
- 本社事務所（愛知県名古屋市中村区）
- 関東事務所（神奈川県横浜市中区）
- 北陸事務所（石川県野々市市）
- 尼崎事務所（兵庫県尼崎市）
- 広島事務所（広島県広島市中区）
- 福岡事務所（福岡県福岡市東区）
- 鹿児島事務所（鹿児島県鹿児島市）

## 関連会社
- エディオングループ各社